# Dendrodorididae
Dendrodorididae är en familj av snäckor. Dendrodorididae ingår i ordningen nakensnäckor, klassen snäckor, fylumet blötdjur och riket djur. Enligt Catalogue of Life omfattar familjen Dendrodorididae 13 arter.
Kladogram enligt Catalogue of Life:
| Dendrodorididae | \| \| Dendrodoris \| \| \| \| \| \| Doriopsilla \| \| \| \| |
|                 | \| \| Dendrodoris \| \| \| \| \| \| Doriopsilla \| \| \| \| |
|                 | Dendrodoris                                                 |
|                 |                                                             |
|                 | Doriopsilla                                                 |
|                 |                                                             |

## Bildgalleri

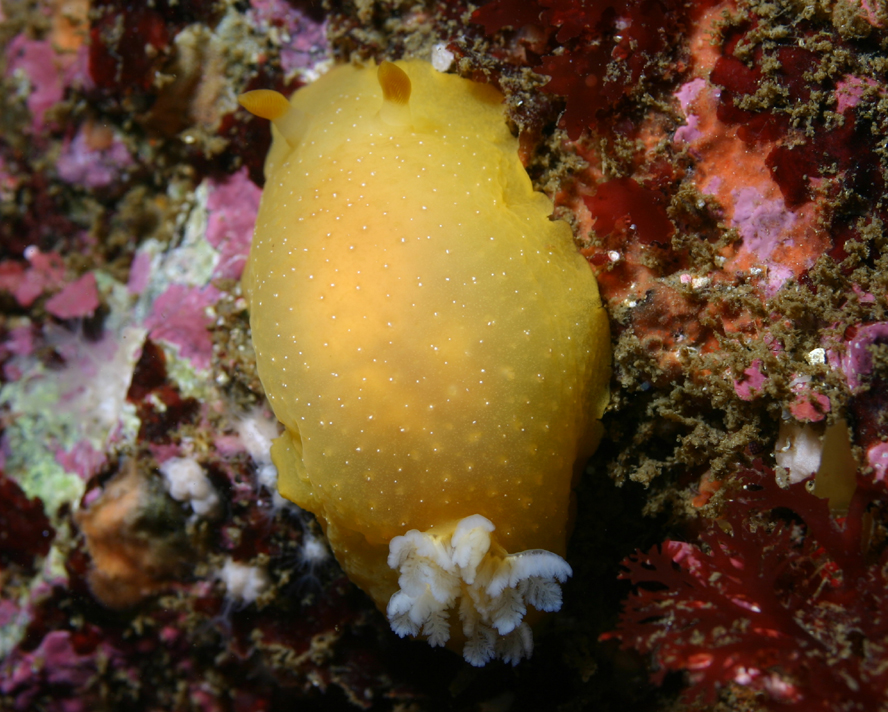